# Павлов Володимир Іванович
Павлов Володимир Іванович (нар. 01.05.1946 у м. Генічеськ, Херсонської обл., Україна) — український економіст. Доктор економічних наук, професор, Заслужений економіст України, академік Академії економічних наук України та Української Академії економічної кібернетики. Завідувач кафедри економіки та підприємництва Луцького державного технічного університету.

## Життєпис
Закінчив в 1965 році Херсонський машинобудівний технікум, а в 1975 р. — економічний факультет Вищої школи профспілкового руху ВЦРПС (ВШПР ВЦРПС, м. Москва). Навчався в аспірантурі ВШПР ВЦРПС у 1975—1978 рр.
Захист кандидатської дисертації за темою «Шляхи підвищення ефективності колективних форм організації праці» відбувся 27.03.1979 р. в ВШПР ВЦРПС (м. Москва). Захист докторської дисертації за темою «Політика регіонального розвитку в умовах ринкової трансформації (теоретико-методологічні аспекти та механізми реалізації)» відбувся 27.04.2001 р. в Інституті регіональних досліджень НАН України (м. Львів). Науковий консультант: академік НАН України, професор, д.е.н. M.I.Долішній.
Затвердження в наукових ступенях і званнях: кандидат економічних наук — з 27.031979 р. (ЕК № 007172); доцент кафедри економіки і організації виробництва — з 22.02.1986 (ДЦ № 093017); професор кафедри економіки і управління виробництвом — з 22.02.1996 (ПР № 000592); доктор економічних наук — з 10.10.2001 (ДД № 001926).
Результати досліджень відображені у 264 публікаціях, з яких 96 наукового та 168 навчально-методичного характеру. Видано 17 книг, в тому числі одноосібні монографія та навчальний посібник.

## Освіта
Навчався у Херсонському машинобудівному технікумі (1961—1979). Закінчив з відзнакою економічний факультет за спеціальністю «Економіка праці» (1975) і аспірантуру Вищої школи профспілкового руху ВЦРПС (1978). У 1979 р. захистив дисертацію на здобуття наукового ступеня кандидата економічних наук. Докторську дисертацію на тему «Політика регіонального розвитку в умовах ринкової трансформації (теоретико-методологічні аспекти та механізми реалізації)» захистив у 2001 р.

## Професійний шлях
У 1979—1988 рр. В. І. Павлов працював старшим викладачем, доцентом, старшим науковим співробітником, заступником директора з наукової роботи, керівником Галузевої лабораторії Міністерства машинобудування для тваринництва і кормовиробництва СРСР з організації праці, виробництва та управління Луцького філіалу Львівського політехнічного інституту. З 1988 по 1991 рр. Володимир Іванович перебував на посаді завідувача економічного відділу Волинського обкому партії, і відділу проблем управління розвитком соціальної інфраструктури регіону Львівського відділення Інституту економіки Академії наук УРСР. У 1991—2003 рр. В. І. Павлов очолював кафедру економіки та управління виробництвом Луцького індустріального інституту, а згодом — кафедру економіки та підприємництва, Центр підготовки фахівців з цінних паперів та фондового ринку Луцького державного технічного університету. З 2003 р. науковець є професором кафедри економіки підприємств і корпорацій, керівником відділу проблем управління комплексним соціально-економічним розвитком регіону Луцького навчально-консультаційного центру Тернопільської академії народного господарства. У 2004 р. В. І. Павлова обрано за конкурсом завідувачем кафедри фінансів і економіки природокористування, призначено керівником Центру підготовки експертів з оцінювання нерухомого майна Національного університету водного господарства та природокористування.
Професор успішно поєднував навчально-педагогічну роботу з науковою діяльністю. За результатами його досліджень вийшло у світ понад 330 публікацій, у тому числі: 14 монографій, 17 підручників та навчальних посібників, понад 120 наукових статей. Під керівництвом дослідника підготовлено 14 кандидатів економічних наук.
Діяч був головою спеціалізованої вченої ради з захисту дисертацій на здобуття наукового ступеня кандидата економічних наук Національного університету водного господарства та природокористування, входить до складу вченої ради з захисту докторських дисертацій Інституту регіональних досліджень НАН України.
В. І. Павлов був головним редактором збірника наукових праць «Проблеми раціонального використання соціально-економічного та природно-ресурсного потенціалу регіону: фінансова політика та інвестиції», член редакційних колегій низки фахових часописів.

## Громадська діяльність
Володимир Іванович брав активну участь у громадському житті, він є віце-президентом Національної спілки економістів України. За його ініціативи безпосередньо на Волині організовані Пленуми Спілки та міжнародні науково-практичні конференції.

## Відзнаки та нагороди
За досягнення в науково-педагогічній та громадській діяльності професор В. І. Павлов нагороджений Дипломом III ступеня ВДНГ УРСР;
- Почесною грамотою,
- знаком «За наукові досягнення» Міністерства освіти і науки України;
- Почесною відзнакою Української фондової біржі;
- Почесною грамотою Кабінету Міністрів України,
- Ювілейною медаллю «За доблесну працю».

- Указом Президента України присвоєно почесне звання «Заслужений економіст України» № 284 від 23.03.1998 p.;
- нагороджений знаком «Відмінник освіти України» (№ 782 від 19.11.1997 р.),
- Медаллю ВДНГ Української РСР (№ 1/н від 04.01.1985 p.),
- Ювілейною медаллю «За доблесну працю. В ознаменування 100-річчя з дня народження Володимира Ілліча Леніна» (10.04.1970).

Обраний академіком Академії економічних наук України (2002 р.) та академіком Української Академії економічної кібернетики (2001 р.).

## Наукові та методичні праці
1. Страхові послуги. Навчальний посібник. — Рівне: НУВГП, 2010. — 109 с.
2. Фінанси підприємств. Навчальний посібник. — Рівне: НУВГП, 2010. — 109 с.
3. Економіка довкілля та природних ресурсів. Інформаційний пакет: Інформаційно-методичні матеріали щодо підготовки магістрів за кваліфікацією «Економічне моделювання екологічних систем». Спеціальність 8.000010 («Специфічні категорії»). — Рівне: НУВГП, 2009. — 184 с.
4. Фінанси і кредит. Бакалавр, спеціаліст, магістр. Інформаційний пакет: напрям підготовки 0501 «Економіка та підприємництво», спеціальність 7.050104 «Фінанси». — Рівне: НУВГП, 2009.- 330 с.
5. Регулювання конкурентних відносин на ринку телекомунікацій. Монографія. — Рівне: НУВГП, 2009. — 160 с.
6. Реформування соціального страхування в Україні. Монографія. — Рівне: НУВГП, 2009. — 200 с.
7. Соціальне партнерство на ринку праці в Україні. Монографія. — Рівне: НУВГП, 2009. — 203 с.
8. Трансформація систем управління якістю товарів в Україні. Монографія. — Рівне: НУВГП, 2009. — 202 с.
9. Формування та становлення ринку комерційної нерухомості в регіоні. Монографія. — Рівне: НУВГП, 2009. — 187 с.
10. Нерухомість в Україні. Підручник для студентів вищих навчальних закладів. — Київ: Державна академія статистики обліку та аудиту, 2008. — 765 с.
11. Інститути та інституції аграрного природокористування: регіональний вимір. Монографія. — Луцьк: Надстир'я, 2008. — 212 с.
12. Економіка природокористування. Інтерактивний комплекс навчально-методичного забезпечення. — Рівне: НУВГП, 2008. — 136 с.
13. Роль і значення природних ресурсів у регіональному розвитку // Збірник наукових праць «Вісник НУВГП». Випуск 4 (44), Серія «Економіка. Частина 4. Проблеми, механізми ті інвестиційне забезпечення раціонального природокористування». — Рівне: НУВГП, 2008. — С. 247—252.
14. Ефективність використання вторинних ресурсів в регіоні: оцінка та інвестиційні механізми. Монографія. — Рівне: НУВГП, 2007. — 155 с.
15. Інвестиційно-інноваційна компонента сталого просторового розвитку регіону. Проблеми інтеграції науково-освітнього інтелектуального потенціалу державотворчого процесу: Збірник наукових праць. Випуск V, «Україна — Туреччина». — Тернопіль: ТДТУ, 2007. — С. 119—227.
16. Модель інвестиційної привабливості корпоративних підприємств регіону. Фінансові механізми сталого економічного розвитку: Збірник наук. праць. — Харків: ХІБМ. 2007.– С. 57 — 64.
17. Фінансові аспекти корпоративного управління. Економіка: Наукові праці Національного університету харчових технологій. — Київ: НУХТ, 2007. — С. 81 — 83.
18. Особливості розробки та використання інформаційно-аналітичної системи «Місцеві бюджети». Фінансова система України. Збірник наукових праць. — Острог: Видавництво "Національний університет «Острозька академія», 2007. — Випуск 9. — С.37 — 46.
19. Статистичний аналіз тенденцій економічного зростання промислового комплексу регіону. Систематична оцінка соціально-економічного розвитку: Збірник наукових праць. — Хмельницький: Хмельницький університет управління та права, 2007.- С. 31 — 34.
20. Програмне забезпечення сталого природокористування в регіоні (на прикладі Волинської області). Науковий вісник Волинського державного університету імені Лесі Українки. № 1 (ЧІІ). — Луцьк: «Вежа»; Волинський державний університет ім. Лесі Українки, 2007. — С. 58 — 62.
21. Регламентація функціональних служб корпоративних підприємств. Навчальний посібник. — Київ: ІВЦ Деркомстату України, 2006. — 343 с.
22. Ринок нерухомості. Навчальний посібник. — 2-ге вид. — Київ: Кондор, 2006. — 336 с.
23. Економіко-корпоративні основи підприємств. Навчальний посібник. — Київ: ІВЦ Держкомстату України; 2005. — 378 с.
24. Економіка нерухомості. Навчальний посібник. — Київ: ІВЦ Держкомстату України, 2004. — 350 с.
25. Ринок нерухомості. Навчальний посібник. — Київ: ІВЦ Держкомстату України, 2004. — 387 с.
26. Основи стандартизації, сертифікації та ідентифікації товарів. Навчальний посібник. — Київ: Кондор, 2004. — 230 с.
27. Цінні папери В Україні. Навчальний посібник. — Київ: ІВЦ Держкомстату України, 2002. — 305 с.
28. Основи стандартизації, сертифікації та ідентифікації товарів. Навчальний посібник. — Луцьк: Надстир'я, 2002. — 252 с.
29. Економічний механізм функціонування підприємства: структурований курс лекцій. Навчальний посібник. — Луцьк: Надстир'я, 1999. — 120 с.
30. Приватизація державних підприємств: курс лекцій. Навчальний посібник. — Луцьк: Надстир'я, 1998. — 180с.
31. Ринок цінних паперів: курс лекцій. Навчальний посібник. — Луцьк: Надстир'я, 1998. — 342 с.
32. Основи підприємництва: бізнес планування. Навчальний посібник, т. 1-ий — Луцьк: Надстир'я, 1998. — 104с.
33. Основи підприємництва: терміни бізнесу. Навчальний посібник, т. 2-ий — Луцьк: Надстир'я, 1998.– 210с.
34. Основи підприємництва: менеджмент праці. Навчальний посібник, т.3-ій — Луцьк: Надстир'я, 1998.– 212с.